# KELT-9b
KELT-9b (oder HD 195689b) ist ein Exoplanet in etwa 620 Lichtjahren Entfernung zur Sonne.  Entdeckt wurde er 2017 durch das Kilodegree-Extremely-Little-Telescope-Programm (KELT). Mit einer Oberflächentemperatur von bis zu 4600 Kelvin (dem Stern zugewandte Seite) ist der Himmelskörper der heißeste bisher bekannte Exoplanet. Diese Oberflächentemperatur entspricht der mancher Sterne der Spektralklasse K.
Der Planeten erfüllt sämtliche Voraussetzungen für die Kategorisierung als Hot Jupiter. KELT-9b umkreist sein heißes Zentralgestirn HD 195689 (R☉ 1,58, Spektraltyp A0 bei 10.170 K) rotationsgebunden in dem sehr geringen Abstand von nur 0,034 AE. Für diesen Umlauf benötigt er lediglich 1,48 Tage. Aus diesen Gegebenheiten entstehen enorm hohe Oberflächentemperaturen, vor allem auf der dem Stern zugewandten Seite. Dies wiederum führt zu einem über den Erwartungen der reinen Massebetrachtung liegenden Volumen und dementsprechend zu einer relativ geringen Dichte. Die oberen Schichten der ausgedehnten Atmosphäre werden durch den UV-Strahlungseinfluss des heißen Sterns dauerhaft ablativ erodiert, was zu einem schweifartigen Verlust von stark ionisierten Atmosphärengasen führt. Diese Entwicklung dürfte sich laut Keivan Stassun, Physik-Professor an der Vanderbilt University, fortsetzen, bis KELT-9b gänzlich verschwunden ist, oder aber, falls er wie viele andere Gasriesen einen Gesteinskern beinhaltet, lediglich dieser verbleibt.
Die Entdeckung und Radiusbestimmung des Gasriesen gelang dem zuständigen Team durch die Anwendung der Transitmethode, während die Bestimmung der Masse und der Nachweis verschiedener Stoffe über spektrale Messungen erfolgte.

## Nachweis verschiedener atmosphärischer Elemente
Eine Besonderheit von KELT-9b ist die große Bandbreite an Elementen, die anhand spektroskopischer Untersuchung nachgewiesen werden konnte. Die vorherrschenden Temperaturen sorgen dafür, dass selbst relativ schwere Metalle in ionisierter Form Teil der Gasatmosphäre sind.

Schematische Darstellung des Transits von KELT-9b

Neben Natrium, Chrom, Magnesium und Calcium konnten erstmals Eisen- und Titanatome auf einem Exoplaneten nachgewiesen werden. Auch die Entdeckung der seltenen Erden Yttrium und Scandium stellen ein Novum dar.

Animation des Sternsystems um HD 195689